# Кольцов Федір Андрійович
Федір Андрійович Кольцов (лютий 1898, село Асташутіно Більського повіту Смоленської губернії, тепер Більського району Тверської області, Російська Федерація — розстріляний 25 квітня 1938, місто Москва) — радянський діяч, голова виконавчого комітету Ростовської обласної ради, голова Комітету із заготівель сільськогосподарських продуктів при РНК СРСР. Депутат Верховної Ради СРСР 1-го скликання (1937—1938).

## Біографія
Народився в селянській родині.
З 1912 року працював помічником писаря в волості. У 1917—1918 роках — діловод Більського повітового земства.
З лютого по жовтень 1918 року був членом Партії лівих есерів. Член РКП(б) з жовтня 1918 року.
У 1918—1919 роках — секретар виконавчого комітету Більської повітової ради, завідувач Більської повітової робітничо-селянської інспекції Смоленської губернії.
У 1919—1920 роках — завідувач Подільської губернської робітничо-селянської інспекції; голова Подільського губернського комітету комсомолу.
У травні 1920 — грудні 1921 року — в Червоній армії: начальник робітничо-селянської інспекції дивізії, заступник начальника робітничо-селянської інспекції Київського військового округу.
У 1922—1924 роках — завідувач Подільської губернської робітничо-селянської інспекції в місті Вінниці.
У 1924—1925 роках — завідувач Подільського губернського відділу торгівлі в місті Вінниці.
У 1925—1926 роках — завідувач адміністративно-організаційного відділу Народного комісаріату торгівлі Української СРР.
У 1926—1928 роках — завідувач Калузького губернського відділу торгівлі.
З січня по липень 1929 року — голова Калузької губернської планової комісії і заступник голови виконавчого комітету Калузької губернської ради.
У 1929—1930 роках — голова виконавчого комітету Сухиницької окружної ради Західної області.
У 1930—1931 роках — секретар виконавчого комітету Західної обласної ради.
У 1931—1932 роках — завідувач Західного обласного відділу постачання.
У 1932—1935 роках — уповноважений Комітету із заготівель сільськогосподарської продукції по Західній області.
У 1935 — квітні 1937 роках — уповноважений Комітету із заготівель сільськогосподарської продукції по Кіровському краю.
У квітні — вересні 1937 роках — уповноважений Комітету із заготівель сільськогосподарської продукції по Азово-Чорноморському краю.
У вересні — жовтні 1937 роках — голова виконавчого комітету Ростовської обласної ради.
5 жовтня 1937 — 15 січня 1938 роках — голова Комітету із заготівель сільськогосподарських продуктів при РНК СРСР.
18 січня 1938 року заарештований органами НКВС. Засуджений до страти. 25 квітня 1938 року розстріляний і похований на полігоні Комунарка під Москвою. У 1956 році посмертно реабілітований.